# ويليام ماكنزي ماكليود
ويليام ماكنزي ماكليود هو طبيب وسياسي كندي، ولد في 4 يوليو 1854 في سيدني ‏ في كندا، وتوفي في 13 يونيو 1932. نشط حزبياً في Liberal-Conservative Party ‏. وقد انتخب عضو مجلس العموم الكندي.